# Piet Geestman
Gerardus Petrus Josephus Melchior (Piet) Petersen (Leeuwarden, 25 maart 1897 – Arzberg, 1 juni 1957) was een Nederlandse biljarter. Hij nam tussen seizoen 1935–1936 en 1945–1946 negen keer deel aan een Nederlands kampioenschap in de ereklasse.

## Deelname aan Nederlandse kampioenschappen in de Ereklasse
| Nr. | Kampioenschap        | Plaats    | Klassering | Alg. gemiddelde |
| --- | -------------------- | --------- | ---------- | --------------- |
| 1.  | Driebanden 1935–1936 | Rotterdam | 6e         | 0,471           |
| 2.  | Driebanden 1936–1937 | Amsterdam | 3e         | 0,600           |
| 3.  | Driebanden 1937–1938 | Amsterdam | 7e         | 0,533           |
| 4.  | Driebanden 1938–1939 | Amsterdam | 4e         | 0,509           |
| 5.  | Driebanden 1939–1940 | Amsterdam | 4e         | 0,604           |
| 6.  | Driebanden 1942–1943 | Utrecht   | 8e         | 0,489           |
| 7.  | Bandstoten 1943–1944 | Rotterdam | 5e         | 2,26            |
| 8.  | Driebanden 1943–1944 | Amsterdam | 7e         | 0,503           |
| 9.  | AK 71/2 1945–1946    | Amsterdam | 5e         | 7,24            |